# 安城市歴史博物館
安城市歴史博物館（あんじょうしれきしはくぶつかん）は、愛知県安城市安城町にある歴史博物館。

## 概要
1991年（平成3年）2月、安祥城址の一角に開館。安城市を中心に矢作川流域（西三河）の政治・経済・文化に関する資料を常設展示している。収蔵品である「人面文壺形土器」は、2016年（平成28年）に国の重要文化財に指定された。
このほか、生涯学習施設としても利用されており、ミュージアムコンサートや講演会なども開催されている。

## 所蔵文化財

### 重要文化財
- 人面文壺形土器：1箇（附 線刻土器片：20箇） 愛知県亀塚遺跡出土 弥生時代[7]。

## 安祥文化のさと
安祥城址に整備された安祥城址公園一帯の名称で、当館を含め以下の施設で構成されている。
- 安城市民ギャラリー
- 安城市埋蔵文化財センター
- 安祥公民館
- 安祥城址公園

- 館内
- 安城市民ギャラリー
- 安城市埋蔵文化財センターの展示品
- 安城市埋蔵文化財センターの整理室
- 安祥公民館

## 交通アクセス
- 名鉄西尾線「南安城駅」下車、徒歩で約10分[9]。
- JR東海道本線「安城駅」下車、タクシーで約10分[9]。
- JR東海道新幹線「三河安城駅」下車、タクシーで約15分[9]。
- あんくるバス「歴史博物館」バス停下車[9]。